# Edmund II Ironside
Edmund II Ironside (~990 - 1016) fou rei d'Anglaterra, del Casal de Wessex. Durant la invasió vikinga, es va guanyar el lideratge no per ser fill del rei Etelred, que va fugir a Normandia, sinó per plantar cara als guerrers vikings. En contrast del seu pare que era vist pels ciutadans com un monarca feble, Edmund es va guanya el sobrenom d'Ironside, («el dur»). La força numèrica dels invasors superava la dels anglesos i Edmund es va veure forçat a pactar el repartiment del reialme amb Canut de Dinamarca, amb una clàusula que en cas de morir un dels dos l'altre es quedaria la totalitat; això ha fet pensar que potser la mort sobtada d'Edmund fos un convenient assassinat.

## Orígens
Edmund era el tercer fill del rei Etelred l'Indecís i la seva primera dona Ælfgifu. Quan la mare d'Edmund morí (cap al 1000), Etelred es tornà a casar, amb Emma de Normandia, germana del duc Ricard II de Normandia. Amb ella tingué dos fills: Eduard i Alfred. Això va marcar un cert allunyament entre pare i fills, sobretot amb el germà més gran anomenat Etelstan. Quan Svend Barbaforcada va envair el país el 1013, Etelred fugí a Normandia amb la seva nova família. Els germans romangueren a Anglaterra.

## Líder de la resistència
El 1014 va morir Etelstan i Edmund prengué el lideratge de la resistència. En aquesta època va trobar un bon company en Eadric Streona i junts van aplegar un exèrcit; més tard aquest home demostraria ser un fals, ja que es va passar al bàndol enemic. Alguns súbdits no es trobaven segurs amb un rei com el pare d'Edmund, i havien jurat fidelitat a Svend Barbaforcada i al seu successor Canut. Quan Svend va morir i el seu fill va marxar a Dinamarca per ser reconegut oficialment com a el seu successor, Edmund va atacar els territoris dels que havien jurat fidelitat als vikings, especialment al Regne de Lindsey i els va castigar durament, d'on li va venir el sobrenom d'Ironside. Els càstigs van consistir en pena de mort d'alguns caps i confiscació de llurs hisendes. El pare va tornar a Anglaterra en saber que Svend havia mort. Al començament Edmund va desafiar el seu pare en la intenció de recuperar el tron, es va casar amb Ealdgyth, vídua d'un noble opositor, i va reunir un exèrcit a les terres de l'est. Mentrestant, Canut II de Dinamarca llançà una nova invasió. Edmund es va unir al seu pare i es dirigí a la defensa de Londres, que fou assetjada pels lleials a Canut.

## Edmund II, rei

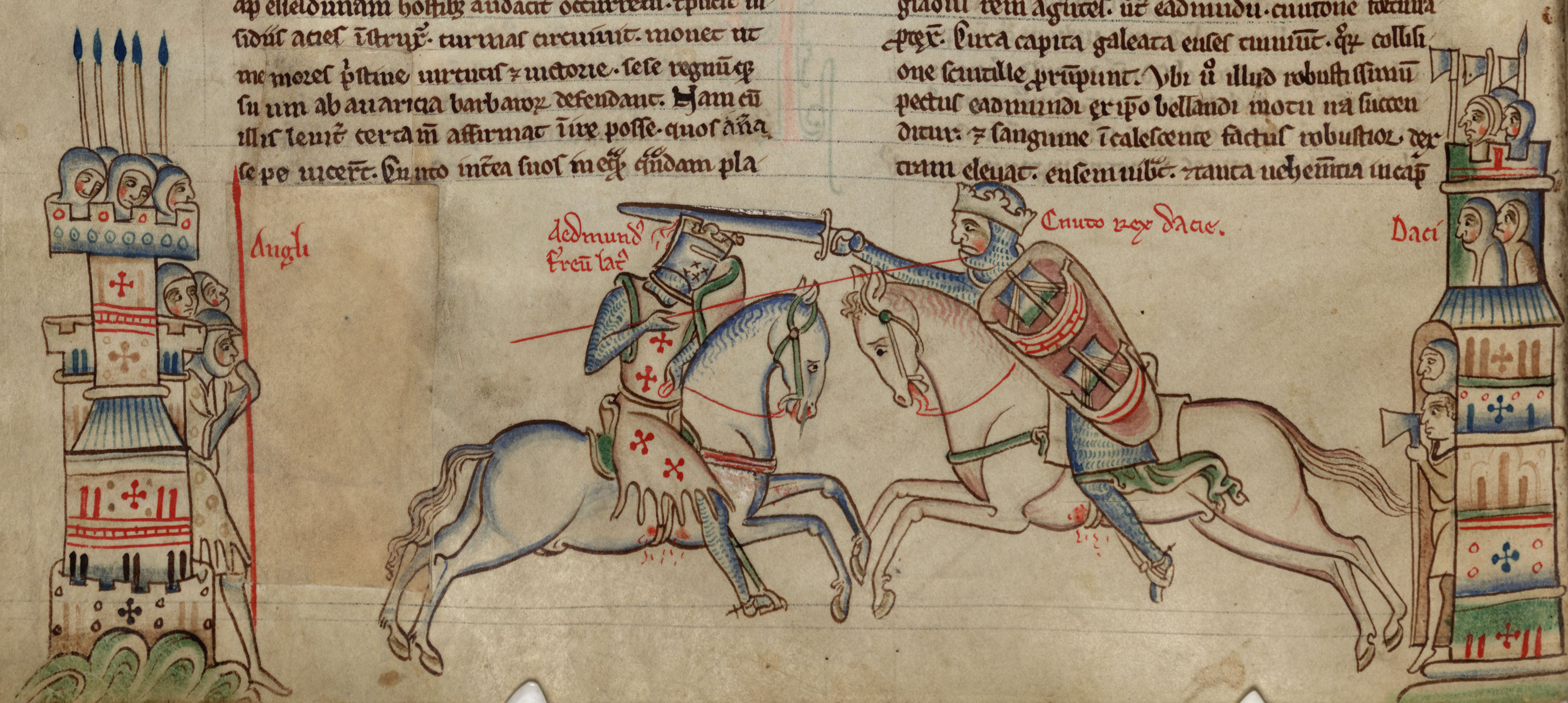
Representació d'Edmund contra Canut a Assandun

Etelred l'Indecís va morir el 23 d'abril del 1016 i els ciutadans de Londres van nomenar rei Edmund. Aquest va lluitar repetidament contra els danesos i va deslliurar diverses vegades el setge de Londres. Va demostrar una gran valentia i capacitat de convocatòria i es va fer mereixedor del seu sobrenom. Però a la batalla d'Assandun, el 18 d'octubre del 1016, Edmund fou traït pel noble Eadric Streona i va perdre definitivament davant Canut. Signaren un tractat de pau mitjançant el qual es repartien el país: Wessex romania en mans d'Edmund i Canut rebia Mèrcia i Northúmbria. Aquest tractat també especificava que a la mort de qualsevol d'ambdós, el supervivent quedaria com a rei únic de tot el reialme.
El destí volgué que Edmund morís el 20 de novembre del mateix 1016, amb la qual cosa hagué regnat durant només 7 mesos. Canut el succeí i envià els seus dos fills, haguts amb Ealdgyth, Eduard i Edmund, a l'exili a Suècia.
Diverses fonts apunten que la mort d'Edmund no fou natural, sinó que fou assassinat pels fills del traïdor Eadric Streona per guanyar el favor de Canut. Aquest, en assabentar-se, va fer executar Eadric.